# Violent Pop
Violent Pop è il terzo album in studio del gruppo musicale finlandese Blind Channel, pubblicato nel 2020.

## Tracce
1. Gun – 2:41
2. Fever – 3:00
3. Timebomb (featuring Alex Mattson) – 3:14
4. Snake (featuring GG6) – 3:05
5. One of Us – 3:06
6. Enemies with Benefits – 3:35
7. Love of Mine – 3:40
8. Feel Nothing – 3:42
9. Lanterns – 3:35
10. Over My Dead Body – 3:43
11. Died Enough for You – 3:16

## Formazione
- Joel Hokka – voce, chitarra
- Niko Moilanen – voce
- Joonas Porko – chitarra, cori
- Olli Matela – basso
- Tommi Lalli – batteria